# ロバート・ケネディ・ジュニア
ロバート・フランシス・ケネディ・ジュニア（英語: Robert Francis Kennedy Jr., 1954年1月17日 - ）は、アメリカ合衆国の政治家、弁護士。第2次トランプ政権において保健福祉長官を務めている。第64代司法長官ロバート・ケネディとエセル・スカケル・ケネディの息子で、父同様に名前のイニシャルをとってRFKジュニアあるいは愛称であるボビー（Bobby）と呼ばれることもある。
アメリカの名門一族ケネディ家のひとり。第35代アメリカ大統領・ジョン・F・ケネディの甥（ジョンの弟の子）。
ケネディはマンハッタンの地方検事補としてキャリアをスタートした。1980年代半ば、環境保護を専門とする2つの非営利団体、リバーキーパーと天然資源保護協議会（NRDC）に参加した。1986年にはペース大学ロースクールの環境法の非常勤教授に就任し、1987年にはペース大学環境訴訟クリニックを設立した。1999年には、非営利環境団体ウォーターキーパー・アライアンスを設立した。 2024年のアメリカ合衆国大統領選挙では、当初は民主党から出馬し、後に無所属で選挙活動を開始したが、その後撤退し、共和党候補のドナルド・トランプ氏を支持した。
2005年以来、ケネディ氏はワクチンに関する誤情報 や公衆衛生に関する陰謀論を広めてきた。その中には、ケムトレイル陰謀論、HIV/AIDS否認論、そして科学的に反証されたワクチンと自閉症の因果関係の主張などが含まれる。サモアとトンガで致命的な麻疹の流行を引き起こした社会風潮の中で、ワクチン接種への躊躇を煽ったとして批判を浴びている。
ケネディは、反ワクチン擁護団体であり、 COVID-19ワクチンの誤情報の提唱者であるChildren's Health Defenseの創設者であり、元会長である。彼はThe Riverkeepers（1997年）、 『 Crimes Against Nature（2004年）』、『The Real Anthony Fauci（2021年）』、『A Letter to Liberals（リベラルへの手紙）』などの著書がある。

## 生い立ち
ワシントンD.C.のジョージタウン大学病院で生まれた。
バージニア州マクリーンとマサチューセッツ州ケープコッドにある家族の家で育った。9歳の時に伯父ジョン・F・ケネディが、14歳の時に父ロバートが暗殺された。 
メリーランド州ノースベセスダにあるイエズス会の寄宿学校であるジョージタウン予備校に通っていたときに父親の銃撃のことを知った数時間後、彼は姉のキャスリーンと兄のジョセフとともにヒューバート・ハンフリー副大統領の飛行機でロサンゼルスに飛び、ロバートが亡くなった時はそばにいた 。父の葬儀の参列者を務め、アーリントン国立墓地で行われた父の死を追悼するミサで父のスピーチの抜粋を読み上げた。
父親の死後、マサチューセッツ州ケンブリッジで代理家族と一緒に暮らしたが薬物使用のため16歳の時にマサチューセッツ州バーンスタブルで大麻所持で逮捕され、ニューヨーク州ミルブルックとコネチカット州ポムフレットの2つの寄宿学校から退学になった。1970年8月、いとこのボビー・シュライバーと共にマリファナ所持でマサチューセッツ州バーンスタブルで逮捕され、13ヶ月の保護観察処分を受けた。この頃、ケネディ一家の一部は彼を「ハイアニス港の恐怖」と名乗る、破壊行為、窃盗、薬物使用に明け暮れる甘やかされた金持ちの子供たちの集団の「首謀者」とみなしていた。いとこのキャロライン・ケネディは後に、ケネディが家族の他のメンバーを「薬物中毒の道」へと導いたと非難し、彼を「捕食者」と呼んだ。反ワクチンで私腹を肥やす一方で子どもたちにはワクチン接種をさせていると批判した。
1972 年にマサチューセッツ州ウォータータウンの全日制学校、パルフリー・ストリート・スクールを卒業。
ハーバード大学に入学し、1976年にアメリカの歴史と文学の学士号を取得して卒業。その後、ロンドン・スクール・オブ・エコノミクスで学び、 1982年にバージニア大学ロースクールで法学博士号を取得し、1987年にペース大学で法学修士号を取得した。

## 経歴

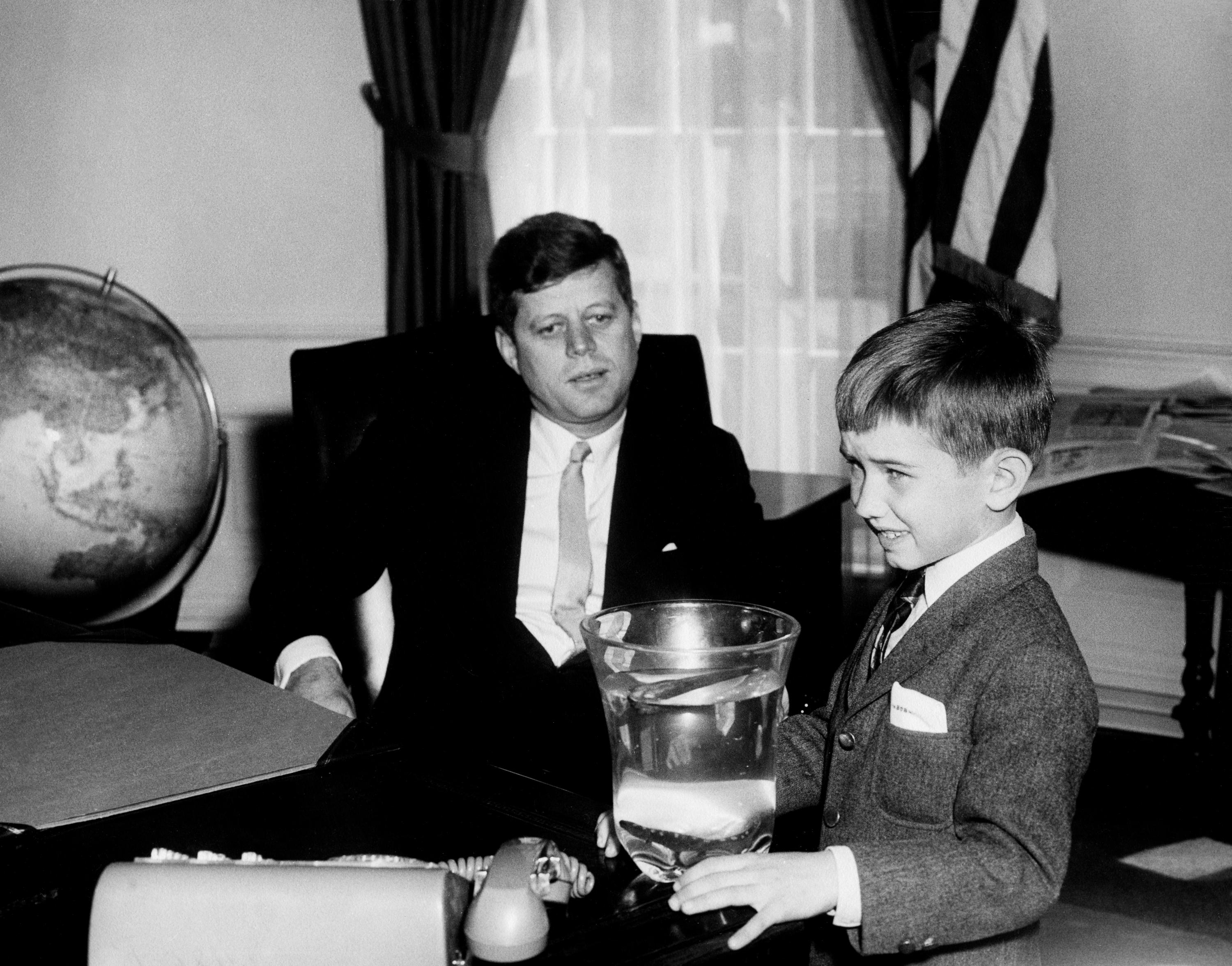
伯父・ジョン・F・ケネディ大統領と（1961年）

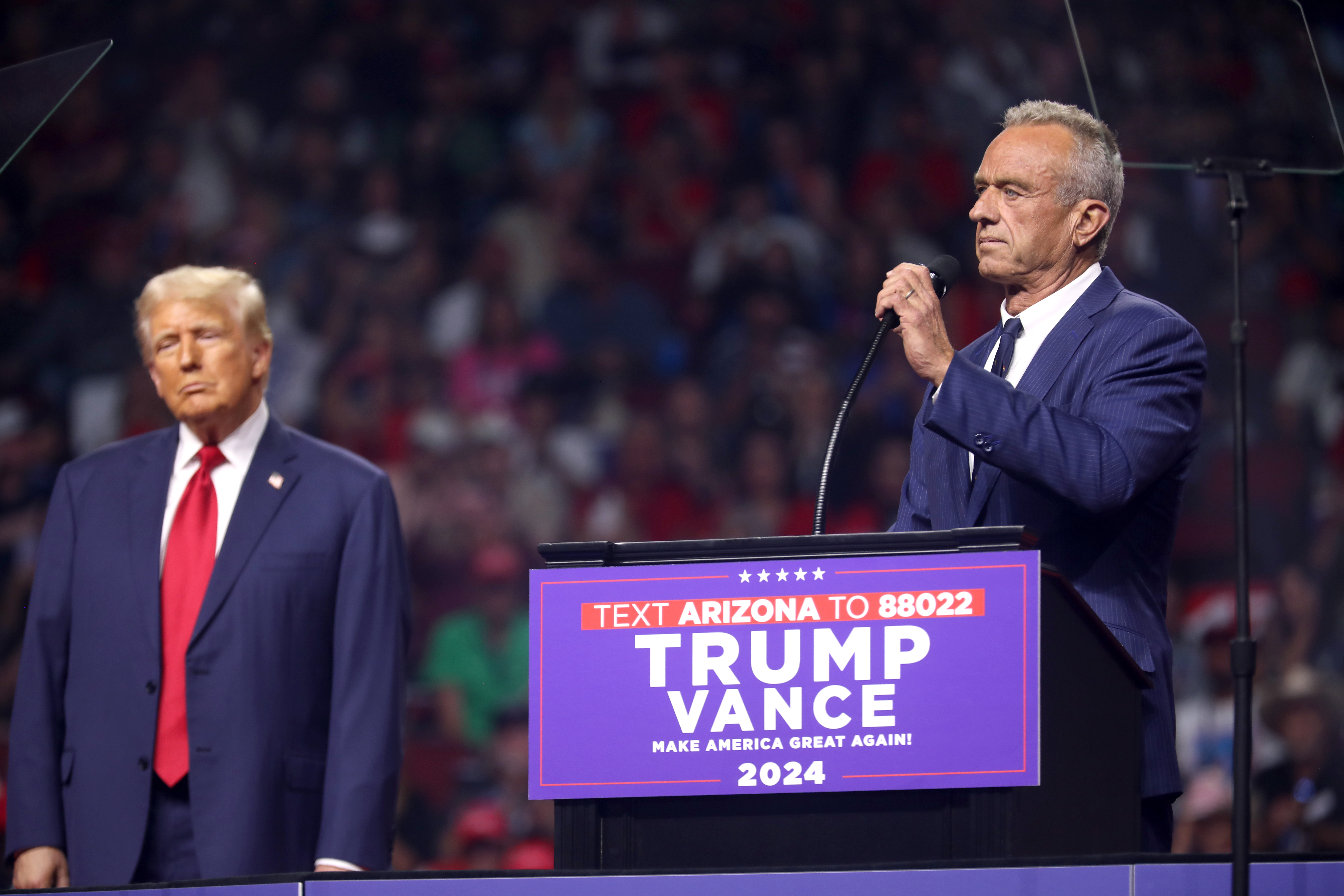
ドナルド・トランプの選挙集会で演説するケネディ（2024年）

1985年に弁護士としてのキャリアをスタートさせ、長年、環境問題に取り組んできた。また、「銃乱射事件は処方薬と関係」「2004年の大統領選は盗まれた」「JFKの暗殺にCIAが関与した」など、様々な陰謀論を主張してきた。「反ワクチン活動家」として知られ、新型コロナウイルスのワクチンの接種に反対する集会に参加するなどして注目を集めた。

### 2024年アメリカ合衆国大統領選挙
2023年4月5日、2024年アメリカ合衆国大統領選挙に民主党候補として立候補するための書類を提出した。ただしケネディ一族からの支持は得られておらず、2024年4月15日には一族のうち15人以上が現職のジョー・バイデン支持を表明している。9月15日、ロサンゼルスで演説中に連邦保安官を名乗る不審な男が警護当局に拘束された。男は銃を持っていた。ケネディは、「シークレットサービスを認めてほしい」と語った。10月9日、無所属での立候補を表明した。
2024年1月23日、ニューハンプシャー州で投票用紙に名前が記載されるのに必要な数が一日で集まったと発表した。
ケネディは事実上の泡沫候補と見なされているが、世論調査では大きな支持を得ており有力候補である共和党のトランプや民主党のバイデンの票を侵食する可能性が指摘されていた。4月15日にはトランプ陣営より副大統領候補となるよう打診されたが拒否したと主張、当のトランプ陣営は打診そのものを否定した。8月23日、「勝利への現実的道があるとはもはや思わない」として、選挙戦から撤退しトランプを支持すると表明した。ケネディは選挙戦から完全に撤退はせず、一部の州では投票用紙に自身の名前が載るようにする一方、ノースカロライナ州を含む接戦州については削除するよう要請した。

### 第2次トランプ政権
2024年11月5日にドナルド・トランプが大統領に当選すると、11月14日に第2次政権の保健福祉長官として指名された。ロバート・ケネディ・ジュニアは著名な反ワクチン活動家であり、様々な陰謀論を主張したり、新型コロナの治療として専門家が否定しているイベルメクチンやヒドロキシクロロキンを推奨するなど、科学に反する主張を長年行っていたため、保健福祉長官への指名には強い反発が表明された。医師や医療従事者からなる医療保護委員会による、ロバート・ケネディ・ジュニアの就任に反対する呼びかけには、15,000人分の署名が集まり、ジョン・F・ケネディ大統領の長女でいとこのキャロライン・ケネディは、ロバート・ケネディ・ジュニアの承認への反対を上院議員たちに呼び掛けた。
上院での公聴会では厳しく追求されたが、ワクチンへの反対を否定し、「安全性を重視している」「医療においてワクチンは重要な役割を果たしている」などの発言を行った。2025年2月13日の人事案採決では民主党の全議員だけでなく、共和党からも幼少期にポリオを患いワクチン接種を推進する立場のミッチ・マコーネル議員が反対に回ったが、賛成52票、反対48票で承認された。同日に就任宣誓を行った。
上院での承認を経て、ロバート・ケネディ・ジュニアは保健福祉長官に就任し、全体で8万人以上の科学者・職員を要する保健福祉省を監督することになった。同省は、メディケア（高齢者向けの医療保険）、メディケイド（低所得者向けの公共医療保険）を管轄するほか、アメリカ食品医薬品局（FDA）、アメリカ国立衛生研究所（NIH）、アメリカ疾病予防管理センター（CDC）を監督する。
イーロン・マスクが主導する政府効率化省（DOGE）の活動と合わせて、保健福祉省配下のさまざまな研究機関では科学者を含む職員の大量解雇と予算・プロジェクトの大規模な中止が進められており、全国の多数の科学者や団体から科学に対する攻撃の危険性が訴えられている。
3月28日、ケネディーはFDAのワクチンプログラム長のピーター・マークは退職するか解雇されるべきだと述べた。マークはCOVID-19パンデミック中には、mRNAワクチンの短期間での開発を実現したオペレーション・ワープ・スピードの設立に協力していた。マークは退職届の中でワクチンへの信頼を貶めようとするケネディの試みを強く非難し、「長官が望むものは真実と透明性などではなく、むしろ彼は誤情報と嘘への追認を望んでいることが明らかになった」と書いた。その数日前には、CDCの広報部長が辞任し、「ケネディと彼のチームは、事実から政策を導こうとしているのではなく、科学を歪曲して彼ら自身の物語に適合させようと働いている」と述べていた。

## 健康
ケネディは大学時代から心臓に問題を抱えるようになったことを、カフェイン、ストレス、睡眠不足が原因だとしている。
声が震えて発話が困難になる器質性発声障害である内転筋けいれん性発声障害を40代に発症した。この障害はジストニアに関係するもので、喉頭に影響を及ぼす不随意運動の一形態である。障害を緩和しようと、声帯の間にチタン製のブリッジを埋め込む手術を受けに、京都に出かけたと述べている。
ケネディは2010年に、短期および長期の記憶喪失と意識混濁を経験するようになった。2012年の離婚裁判での陳述で、神経学的な問題を、「脳内に入った虫が脳の一部を食べて死んだ」ことと、マグロを大量に食べたことによる水銀中毒のせいだとした。ワシントン・ポスト紙は、彼の選挙運動は「自身の説明を裏付ける医療記録を示しておらず、彼は以前からワクチンへの水銀混入を含む健康に関する誤情報を広めてきた」と報じた。

## 公衆衛生に関する反ワクチン運動と陰謀論
アメリカで最も影響力のある反ワクチン団体「Children's Health Defense（CHD）」の創設者兼会長であり、2005年以降、ワクチンが自閉症を引き起こすという科学的に否定された考えを広めてきた。
COVID-19のパンデミック時は、「ビル・ゲイツと5Gに関する陰謀論」や「アンソニー・ファウチとビル＆メリンダ・ゲイツ財団の両者がワクチンで利益を得ようとしている」という誤った複数の陰謀論を拡散した。2021年2月、Instagramアカウントがブロックされ、2021年9月下旬、YouTubeアカウントが削除された。2022年8月、FacebookとInstagramが「Children's Health Defense（CHD）」のアカウントを停止した。2018年12月と2019年2月の調査では、Facebook上の反ワクチン広告の大部分はCHDと「Stop Mandatory Vaccination」の2グループによって支払われ、広告はワクチンのリスクを強調して寄付を集めていた。
2025年、トランプ大統領から厚生長官に指名されたケネディは、上院財政委員会公聴会で自身が「反ワクチンではない」と主張した。彼は自分の子どもにもワクチンを接種させており、ワクチンが医療において重要な役割を果たしていると述べた。同年2月の上院投票では、賛成52票、反対48票の結果でアメリカ合衆国厚生長官として正式に承認された。一方で、ケネディはHPVワクチン「ガーダシル」に関してメルク社を訴えた法律事務所ウィズナー・ボームから継続的に報酬を受け取っている。彼は弁護士ではないものの、これらの訴訟から得られる収入の10％を受け取る権利があると主張している。報道によれば、ケネディはこれらの訴訟から250万ドル以上を得ており、この額は彼の厚生長官としての約20万ドルの年俸を大幅に上回っている。

### COVID-19（新型コロナウイルス感染症
COVID-19パンデミックの間、ケネディはCOVIDに関連した複数の陰謀論を広めた。その中には、アンソニー・ファウチとビル＆メリンダ・ゲイツ財団がワクチンで利益を得ようとしているという虚偽の主張や、ビル・ゲイツがワクチン接種を受けない人々の資金を遮断し、彼らを飢えさせるだろうという示唆などがあった。 

## 著書(訳書)
- 『American Values - 5人の“ケネディ”から学んだ偉大な教え』林千勝監訳・解説、山本泉訳、経営科学出版, 2025.2
  - American Values: Lessons I Learned from My Family. Harper, 2018.
- 『The Real Anthony Fauci - 人類を裏切った男』上中下、林千勝解説、石黒千秋訳、経営科学出版, 2023.12
  - The Real Anthony Fauci. Skyhorse Publishing, 2021.
- 『303の文献から判明した パンデミック13のひみつ』林千勝解説、桜野真由美訳、経営科学出版, 2024.6
  - A Letter to Liberals: Censorship and COVID: an Attack on Science and American Ideals. Skyhorse Publishing, 2022.

伝記
- 『ロバート・F・ケネディ・ジュニア - 悲劇からの復活と巨大権力への挑戦』上下

ディック・ラッセル、林千勝解説、中尾由恵訳、経営科学出版, 2025.1